# 横磯駅
横磯駅（よこいそえき）は、青森県西津軽郡深浦町大字横磯字下岡崎にある、東日本旅客鉄道（JR東日本）五能線の駅である。

## 歴史
- 1954年（昭和29年）12月25日：国鉄の駅として開業[2][3]。
- 1987年（昭和62年）4月1日：国鉄分割民営化により、東日本旅客鉄道の駅となる[3]。
- 2010年（平成22年）4月1日：深浦駅から五所川原駅に管理駅が変更となる。
- 2024年（令和6年）10月1日：えきねっとQチケのサービスを開始[1][4]。

## 駅構造
単式ホーム1面1線を持つ地上駅である。駅舎はなく、待合室のみ。国道101号とは細い道でつながっている。
弘前統括センター（五所川原駅）管理の無人駅である。

## 駅周辺
- 日本海（横磯漁港）[2]
- 国道101号[2]

## 隣の駅
東日本旅客鉄道（JR東日本）
■五能線
□快速
通過
■普通
艫作駅 - 横磯駅 - 深浦駅